# خزش دستورالعمل‌ها
خزش دستورالعمل‌ها (انگلیسی: Instruction creep) یا قوانین زمانی رخ می‌دهد که مقررات و رویه‌ها به‌تدریج انباشته شوند تا جایی که مدیریت آن‌ها دشوار یا نامناسب شود. این پدیده، نوعی از خزش دامنه است که در آن الزامات دیوان‌سالاری به مرور زمان پیچیده‌تر شده و منجر به رویه‌هایی می‌شود که اغلب مبهم، ناکارآمد، وقت‌گیر یا حتی نادیده گرفته می‌شوند.
این مشکل در سازمان‌های پیچیده رایج است، جایی که قوانین و دستورالعمل‌ها به‌تدریج و با تغییر اعضای گروه‌ها در طول زمان شکل می‌گیرند. پویایی مداوم این گروه‌ها باعث می‌شود که افراد به جای ساده‌سازی، تثبیت یا تعمیم قوانین موجود، به افزودن یا اصلاح مداوم آن‌ها روی آورند. در نتیجه، شفافیت، کارایی و ارتباطات کاهش یافته و حتی ممکن است تعارض یا ناهماهنگی در مقررات ایجاد شود.
برای جلوگیری از خزش دستورالعمل، می‌توان از روش‌هایی مانند اصل سادگی، تدوین اصول کلی به جای قوانین جزئی، و اعتماد به افراد برای استفاده از قضاوت شخصی‌شان بهره برد.
اشتباه اساسی در خزش دستورالعمل این است که فرض می‌شود افراد، صرف‌نظر از حجم یا پیچیدگی مقررات، آن‌ها را با همان سطح دقت و درک مطالعه می‌کنند. یکی از پیامدهای این روند، ظهور قوانین جدیدی است که بدون اجماع یا همکاری، صرفاً با هدف کنترل دیگران اعمال می‌شوند. این امر می‌تواند منجر به ایجاد تنش و مخالفت شود، حتی اگر تدوین‌کنندگان قوانین، نیت مثبتی داشته باشند.

## ویژگی‌های خزش دستورالعمل
خزش دستورالعمل‌ها به‌تدریج و به‌آرامی رخ می‌دهد، به‌گونه‌ای که افراد متوجه انباشت تدریجی قوانین و رویه‌های پیچیده نمی‌شوند. از آنجا که این تغییرات جزئی و در طول زمان اتفاق می‌افتند،
خزش عادی و تدریجی باعث می‌شود افراد با هر تغییر به‌صورت جداگانه سازگار شوند، بدون اینکه دریابند که در مجموع، سیستم چقدر غیرمنطقی یا نامطلوب شده است. در برخی موارد، تعداد قوانین آن‌قدر زیاد می‌شود که رعایت همه آن‌ها عملاً غیرممکن می‌گردد.
بسیاری از این قوانین اضافه‌شده در طول زمان برای پوشش موارد استثنایی یا شرایط خاص تدوین شده‌اند. به عنوان مثال، ممکن است قانونی تصویب شود که همه کارکنان یک محیط صنعتی باید چکمه‌های ایمنی بپوشند. بعدها، این قانون گسترش می‌یابد و کارمندان اداری از آن معاف می‌شوند. سپس، اصلاحیه‌های بیشتری برای مشخص کردن این‌که آیا فرد باید هنگام جابه‌جایی بین بخش‌های مختلف ساختمان کفش خود را تغییر دهد یا خیر، اضافه می‌شود. در برخی موارد دیگر، خزش دستورالعمل منجر به تعمیم افراطی یک قانون فراتر از دامنه اصلی آن می‌شود؛ مثلاً ممکن است قانون پوشیدن چکمه‌های ایمنی که در ابتدا برای کارگران صنعتی وضع شده بود، به‌تدریج برای رانندگان تحویل بسته نیز اعمال گردد، حتی اگر در محیط کاری آن‌ها ضرورتی نداشته باشد.
یکی از پیامدهای مهم خزش دستورالعمل این است که دامنه استفاده از قضاوت و اختیار شخصی افراد کاهش می‌یابد. به‌جای آنکه به کارکنان گفته شود که هزینه‌های معقول سفرهای کاری بازپرداخت خواهد شد، ممکن است با گذر زمان، مجموعه‌ای از قوانین پیچیده تدوین شود که دقیقاً مشخص می‌کند چه هزینه‌هایی تحت چه شرایطی قابل بازپرداخت هستند. این روند، افراد را وادار می‌کند تا صرفاً از قوانین پیروی کنند، به‌جای آنکه از قضاوت شخصی و عقل سلیم خود استفاده نمایند.

## عوارض قوانین و تشریفات اداری

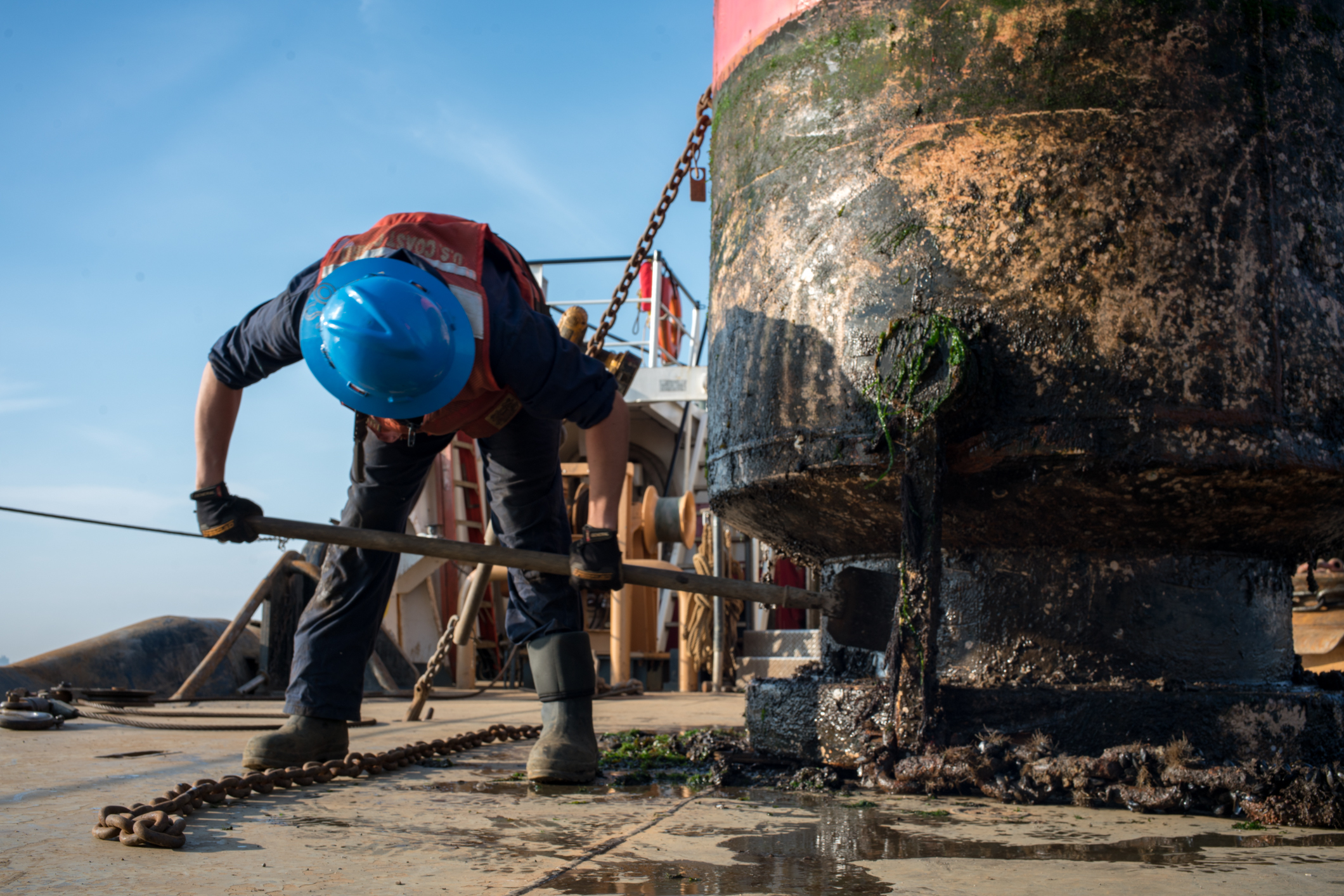
رید هستینگز و پتی مک‌کورد در نتفلیکس پیچیدگی خزش قوانین که باعث حواس‌پرتی می‌شود را با کشتی‌چسبهای دریایی مقایسه کرده‌اند که در طول زمان جمع می‌شوند و برای کارآمدی باید پاکسازی شوند.

کارمندان ممکن است زمان زیادی را صرف رعایت تشریفات اداری، از جمله پیروی از قوانین و مستندسازی انطباق خود با رویه‌ها کنند. فرآیندهای ناکارآمد و پیچیدگی‌های غیرضروری می‌توانند تمرکز کارکنان را از اهداف اصلی دور کرده و بهره‌وری آن‌ها را کاهش دهند. در برخی موارد، قوانین نه‌تنها مانعی برای پیشرفت فردی و تیمی ایجاد می‌کنند، بلکه از یافتن راه‌حل‌های نوآورانه برای مشکلات نیز جلوگیری می‌کنند.
در حوزه مدنی، افزایش تدریجی قوانین می‌تواند به شکل‌گیری یا گسترش مقررات غیرضروری منجر شود که آزادی‌های فردی را محدود می‌کند. یافتن تعادل میان قوانین ضروری و محدودکننده چالشی اساسی است، زیرا یک قانون ممکن است برای گروهی محدودکننده و برای گروهی دیگر مفید باشد. به‌عنوان‌مثال، مقررات منع برگزاری مهمانی‌های پرسروصدا در ساعات پایانی شب ممکن است آزادی فردی برگزارکنندگان را محدود کند، اما درعین‌حال، آرامش و آسایش همسایگان را تضمین می‌کند.

## اصلاح و حذف قوانین
هنگامی که قوانین بیش از حد انباشته می‌شوند، ممکن است نیاز به حذف سیستماتیک آن‌ها باشد. شرکت‌هایی مانند گوگل به‌صورت منظم و هدفمند قوانین غیرضروری را شناسایی و حذف می‌کنند. نتفلیکس نیز سیاستی برای به حداقل رساندن قوانین اداری دارد. حذف یا اصلاح قوانین غیرمنطقی مستلزم رویکردی آگاهانه و سنجیده است. در برخی موارد، قوانین می‌توانند به‌گونه‌ای تعدیل شوند که اجرای آن‌ها آسان‌تر شود، مانند جایگزینی ارسال عکس رسید به‌جای نسخه کاغذی. در موارد دیگر، قوانین مشخص ممکن است با رهنمودهای کلی‌تر و دستورالعمل‌هایی که افراد را در به‌کارگیری بهترین قضاوت خود توانمند می‌سازند، جایگزین شوند. 